# André Coumans
André Jules Marie Coumans (10 de abril de 1893-8 de marzo de 1958) fue un jinete belga que compitió en la modalidad de salto ecuestre. Participó en los Juegos Olímpicos de Amberes 1920, obteniendo una medalla de plata en la prueba por equipos.

## Palmarés internacional
| Juegos Olímpicos | Juegos Olímpicos  | Juegos Olímpicos | Juegos Olímpicos |
| Año              | Lugar             | Medalla          | Categoría        |
| ---------------- | ----------------- | ---------------- | ---------------- |
| 1920             | Amberes (Bélgica) | Medalla de plata | Por equipos      |